# Reki Kawahara
Reki Kawahara (川原 礫 Kawahara Reki?) nació el 17 de agosto de 1974 en Takasaki, Japón. Es un mangaka y novelista japonés, conocido por ser el autor de las series de novelas ligeras y manga de Accel World y Sword Art Online.
Kawahara se involucró en el mundo artístico con su primera novela de la serie de Accel World, la cual en el 2008 le permitió entrar en la quinta edición de los premios Dengeki Novel Prize de la editorial ASCII Media Works; ahí, la novela ganó el «Grand Prize». Su primera novela fue publicada el 10 de febrero de 2009 a cargo de la editorial Dengeki Bunko perteneciente a la misma editorial ASCII Media Works, y para agosto de 2012 ya habían sido publicados doce volúmenes de la novela.
Inicialmente la serie de Sword Art Online había sido escrita en 2002 y el autor la publicó online usando el seudónimo Fumio Kunori (九里 史生?). No obstante, después de haber ganado suficiente fama con el premio Dengeki, Kawahara la republicó impresa.
Tanto Accel World como Sword Art Online han sido adaptados a series de anime.
El 10 de junio de 2004 empezó a publicar Absolute Solitude, una serie de novelas ligeras que empezó a publicar de forma en línea en 2014, pero que ASCII Media Works decidió pasar a formato físico. Las novelas están ilustradas por Shimeji.

## Obras
- Accel World (アクセル•ワールド Akuseru Wārudo, Mundo Acelerado) (10 de febrero de 2009)
- Sword Art Online (ソードアート・オンライン Sōdo Āto Onrain, El Arte de la Espada en Línea) (10 de abril de 2009)
- Absolute Solitude (絶対ナル孤独者≪アイソレータ≫ Zettai naru Isolator) (10 de junio de 2014)